# Palazzo Garzillo
Il palazzo Garzillo si trova a Napoli; sorge lungo via San Paolo, alle spalle del chiostro omonimo.
Il palazzo è di origine cinquecentesca come documentano i resti nel cortile. Fu ristrutturato nel primo Settecento in stile barocco. Secondo Alfonso Gambardella  è possibile che sia intervenuto Ferdinando Sanfelice nella ristrutturazione. Pare, infatti, che l'architetto sia stato molto attivo nella zona intervenendo nel palazzo del figlio Camillo all'Anticaglia, di fronte al monastero delle Trentatré e in palazzo Bonito sempre all'Anticaglia.
La facciata semplice ed austera, forse rifatta in seguito ad un ulteriore rifacimento decorativo dell'edificio, conserva il portale settecentesco a bugne alterne. Nel cortile, oltre alle preesistenze cinquecentesche, sorge una scala ad andamento curvo di gusto sanfeliciano.